# Aeroporto Municipale di Bismarck
L'aeroporto Municipale di Bismarck (in inglese Bismarck Municipal Airport) è situato nella contea di Burleigh, a 5 km a sud-est della capitale del Dakota del Nord.

## Storia
Il terminal originale, un edificio modernista a un piano, fu progettato nel 1963 da Ritterbush Brothers, uno studio di architettura locale. Un'aggiunta a due piani è stata costruita nel 1982.
L'edificio originale è stato demolito nel 2003 per far posto all'edificio attuale, mentre l'aggiunta è stata demolita nell'estate di due anni dopo, dopo il completamento del nuovo terminal da 15 milioni di dollari. È stato progettato da Tvenge Associates, un altro studio di Bismarck, e inaugurato nel maggio 2005.